# Leandro Dalle
Leandro Dalle (São Paulo, 28 de outubro de 1978) é músico autodidata, compositor, arranjador e produtor musical brasileiro.
Atualmente, é guitarrista da banda Camisa de Vênus, baixista do cantor Marcelo Nova, cantor e guitarrista do projeto solo Dalle e freelancer em estúdio com a parceria do produtor Rodrigo Castanho.
Inscrito no Dicionário Cravo Albin da Música Popular Brasileira.

## Biografia

### Início
Começou a interessar-se pela música com apenas seis anos de idade, quando dedilhava o contrabaixo de um tio músico que tocava na noite paulistana. Aos 12 anos entrou no conservatório para aprender teoria da música. Aos vinte anos de idade já tocava profissionalmente.

### R2
Em 1999, juntou-se aos amigos para criar o conjunto R2. Logo lançam o primeiro CD, intitulado "Reações pulsativas", do qual fez parte a música "Diga que valeu", do grupo Chiclete com Banana e que alcançou o topo das paradas nas pistas de dança de São Paulo. Outro destaque do disco foi a versão de "Só pro meu prazer", da banda Heróis da Resistência, que foi lançada nacionalmente pela Rede MTV.
Em 2003, devido ao sucesso obtido, a banda R2 foi convidada para acompanhar a atração internacional Double You percorrendo em grande turnê as casas de shows mais badaladas do país.
Em 2006, a banda R2 muda o nome para Ampdrive, e no ano seguinte, lança o primeiro CD, que teve grandes sucessos de sua composição "Olhos nos olhos", que chegou ao top 10 nas rádios brasileiras. "Invisivel", "Amores Psicodélicos" e "Epidemia".

### Marcelo Nova
Em 2009, foi convidado por Marcelo Nova a integrar sua banda como baixista. Passa então a realizar inúmeros shows pelo Brasil como integrante da banda do cantor, que o incentiva a realizar solos de baixo.
Em 2010, participa da gravação do DVD "Hoje no Bolshoi".
Em 2012, apresentou-se com grande sucesso com Marcelo Nova no Festival Internacional Lollapalloza, transmitido ao vivo pelo canal Multishow.
Em 2013, participou da gravação do CD 12 Fêmeas.

### Camisa de Vênus
Em março 2015, recebeu o convite de ser integrante da banda Camisa de Vênus, onde a banda completava 35 anos de história, saindo em turnê pelo Brasil.
Em janeiro de 2016 entrou em estúdio para gravar o álbum Dançando na Lua, o primeiro disco de músicas inéditas após 20 anos sem gravar. Leandro gravou as guitarras do disco e também fez a mixagem juntamente com Marcelo Nova e a co-produção também com Marcelo Nova e Drake Nova. Neste mesmo ano inicia a turnê do álbum Dançando na Lua, passando por várias cidades do Brasil, e participações em programas de televisão como Domingão do Faustão da TV Globo e Domingo Espetacular da TV Record. Em outubro de 2016, gravou o novo DVD do Camisa de Vênus, em Porto Alegre no Auditório Araújo Viana, produzido pelo diretor André Midani tendo seu lançamento para o ano de 2017. Em novembro de 2016 a banda foi convidada para tocar no festival da Rolling Stone Brasil.

## Discografia
Ao Vivo - DVD Marcelo Nova
- 2011 - Hoje no Bolshoi

Estúdio Marcelo Nova
- 2013 - 12 Fêmeas

Estúdio Camisa de Vênus
- 2016 - Dançando na Lua